# Кулмин (станция)
Кулмин — железнодорожная станция, открытая 2 июля 1990 года и обеспечивающая транспортной связью одноимённый пригород Дублина в графстве Фингал, Республика Ирландия.